# Tel Naharon
Tel Naharon (hebrejsky: תל נהרון) je pahorek o nadmořské výšce cca - 120 metrů v severním Izraeli, v Bejtše'anském údolí.
Leží v severní části zemědělsky intenzivně využívaného Bejtše'anského údolí, na severním okraji města Bejt Še'an a na severozápadním okraji lokality starověkého města Bejt Še'an (Scythopolis) okolo pahorku Tel Bejt Še'an. Na jižním okraji protéká okolo pahorku potok Nachal Charod, po východní straně prochází silnice spojující Bejt Še'an s průmyslovou zónou Bejt Še'an-sever. Na severovýchodní straně leží podobný pahorek Tel Ictaba. Archeologické výzkumy zde odkryly dvě hlavy mramorových soch starověkého původu.